# Karin Steinberger
Karin Steinberger (* 1967 in Gräfelfing bei München) ist eine deutsche Journalistin. Sie ist leitende Redakteurin für die „Seite 3“ der Süddeutschen Zeitung, auf der Reportagen erscheinen. Sie war an mehreren Dokumentarfilmen beteiligt.

## Leben
Karin Steinberger wurde 1967 in Gräfelfing bei München geboren. Sie studierte Komparatistik und Sinologie an der LMU München und absolvierte eine Ausbildung an der Deutschen Journalistenschule in München.
Seit 1998 arbeitet Steinberger für die Süddeutsche Zeitung. Sie war zunächst Redakteurin in der Feuilletonbeilage „SZ am Wochenende“, später Reporterin des Reportage-Ressorts „Seite 3“. 2020 übernahm sie die Leitung der „Seite 3“.
2003 wurde Steinberger mit dem Gisela-Bonn-Preis ausgezeichnet. 2015 erhielt sie den Ludwig-Bölkow-Journalistenpreis für ihre Reportage „Fertig für den Himmel“ über den ersten Flug des Airbus A380.

## Fall Jens Söring
Karin Steinberger recherchierte seit 2006 im Fall des in den USA wegen zweifachen Mordes rechtskräftig verurteilten deutschen Staatsbürgers Jens Söring. Sie veröffentlichte im Januar 2007 in der Süddeutschen Zeitung erstmals einen ausführlicheren Artikel über den Fall mit dem Titel „Vergessen hinter Gittern“. Der Journalist Stefan Niggemeier schrieb 2022 dazu, dieser habe „den Fall wieder ins Bewusstsein der deutschen Öffentlichkeit gebracht und seine Wahrnehmung als Justizopfer geprägt“.
2015/16 drehte sie zusammen mit Marcus Vetter die Dokumentation Das Versprechen.
Die Zeit sah 2016 in dem Film „nicht nur ein einzelnes Urteil“ infrage gestellt, sondern „vielmehr das Justizsystem der USA“. Steinberger sagte der Zeit: „Dort herrscht ein anderes Verständnis von Gerechtigkeit“ … „Es geht nicht um Strafe, sondern eher um Rache.“ Steinbergers Koautor Vetter sagte über ihr Engagement für Söring: „Jens ist schon lange Teil von Karins Leben.“ Auch sprach Vetter von einer „Verbindung zwischen Karin und Jens“.
Ebenfalls von Karin Steinberger und Marcus Vetter stammt ein Radio-Feature mit dem Titel Das Versprechen. Der Fall Jens Söring. Es wurde im Jahr 2018 unter der Regie von Iris Drögekamp von NDR und SWR produziert.
Wie Recherchen des NDR im Jahr 2023 ergaben, stand Steinberger im engen Kontakt zum Unterstützerkreis von Jens Söring. Sie war aktive Beraterin der Gruppe, wie aus dem bekanntgewordenen Mailverkehr zwischen Sörings „Freundeskreis“ und ihr hervorgeht. Unter anderem redigierte sie einen von Mitgliedern des Unterstützerkreises verfassten Leserbrief an die FAZ, in dem der amerikanische Jurist Andrew Hammel attackiert wurde; der in Deutschland lebende ehemalige Strafverteidiger hatte 2019 in einem detaillierten Hintergrundbericht für die FAZ den Berichterstattern der deutschen Medien vorgeworfen, die Akten zu dem Fall nicht zu kennen und unkritisch Sörings Version vom Tatgeschehen zu wiederholen. Eine ehemalige Unterstützerin Sörings teilte mit, Steinberger habe „sehr panisch“ und „sehr paranoid“ auf den Bericht Hammels reagiert.
Ihre journalistische Neutralität und Distanz zum Objekt ihrer Berichterstattung stellte das Medienmagazin zapp wegen ihres persönlichen Engagements in dem Fall in Frage. Ende November 2023 räumte Wolfgang Krach, Chefredakteur der Süddeutschen Zeitung, in der Sendung zapp Fehler ein und bat die Leserinnen und Leser der Zeitung um Entschuldigung. Steinberger nannte ihren Mailverkehr mit dem Unterstützerkreis einen Fehler und entschuldigte sich dafür. Die FAZ warf ihr „Kumpanei“ mit Söring vor.

## Buchpublikationen
- Shiva und die falschen Babas. Indische Identitäten. Picus Verlag, Wien 2007, ISBN 978-3-7117-1075-8
- mit Heinrich Breyer: München. Reisen in Deutschland. Bucher Verlag, München 2015, ISBN 978-3-7658-1032-9
- Lesereise Indien: Die Wut der Frauen und das beste Omelette des Subkontinents. Picus Verlag, Wien 2017, ISBN 978-37-1171-075-8